# Copa das Ligas de 2024 – Fase de grupos
A Fase de grupos da Copa das Ligas de 2024 é disputada entre 26 de julho de 2024 a 06 de agosto de 2024.Um total de 45 clubes competem na fase de grupos para decidir as 30 das 32 Vagas na fase de grupos por região da Copa das Ligas de 2024

## Formato
Os times são divididos em 15 grupos de três cada.Além disso,dois clubes recebem um bye automático para Rodada de 32. Os grupos foram determinados por um sistema de classificação baseada nos pontos de cada clube nas últimas 34 partidas da temporada regular de 2023. Com base nesses totais de pontos, os times foram divididos em três níveis, com um time de cada nível sendo colocado em cada grupo.Se uma partida for vencida no regulamento, o vencedor recebe três pontos, enquanto o perdedor recebe zero. Se uma partida terminar empatada, ela irá direto para uma disputa de pênaltis, com o time vencedor reivindicando dois pontos e o time perdedor um único ponto

## Região Leste
Leste 1
| Pos | Team          | J | V | VP | DP | D | GF | GA | GD | Pts | Classificado |  | CIN | NYC | QFC |
| --- | ------------- | - | - | -- | -- | - | -- | -- | -- | --- | ------------ |  | --- | --- | --- |
| 1   | Cincinnati    | 2 | 2 | 0  | 0  | 0 | 5  | 2  | +3 | 6   | Próxima fase |  | —   | 2–4 | 1–0 |
| 2   | New York City | 2 | 0 | 1  | 0  | 1 | 2  | 4  | −2 | 2   | Próxima fase |  | 2–4 | —   | 0–0 |
| 3   | Querétaro     | 2 | 0 | 0  | 1  | 1 | 0  | 1  | −1 | 1   |              |  | 0–1 | 0–0 | —   |

### New York City x Querétaro
| 28 de Julho de 2024 | New York City | 0 – 0       | Querétaro | Yankee Stadium Nova Iorque                             |
| 20:00 (UTC−4)       |               | Leagues Cup |           | Público: 16 834 Árbitro: COS Keylor Herrera Villalobos |

|                                    |       | Penalidades                             |  |
| Martínez Martins Moralez Mijatović | 4 – 3 | Barrera Sosa Lértora Escamilla Cisneros |  |

| Bandeirinhas: William Uriel Chow Barrios Víctor Ramírez Quarto árbitro: Joshua David Ugalde Árbitro assistente de vídeo: Ricardo Montero |

### Cincinnati x Querétaro
| 1 de agosto de 2024 | Cincinnati | 1 – 0       | Querétaro | TQL Stadium Cincinnati                                |
| 20:00 (UTC−4)       | Asad 64'   | Leagues Cup |           | Público: 24 566 Árbitro: RPD Randy Encarnación Solano |

| Bandeirinhas: Humberto Panjoj Luis Ventura Quarto árbitro: Mario Alberto Escobar Árbitro assistente de vídeo: Óscar Mejía García |

### Cincinnati x New York City
| 5 de agosto de 2024 | Cincinnati                                          | 4 – 2       | New York City                        | TQL Stadium Cincinnati                             |
| 20:00 (UTC−4)       | Bucha 79' · Asad 82' · Kubo 86' · Sérgio Santos 89' | Leagues Cup | Rodríguez Molina 25' · Mijatović 61' | Público: 22 098 Árbitro: MÉX Ismael López Peñuelas |

| Bandeirinhas: William Andrés Arrieta Barrantes Cory Richardson Quarto árbitro: Deily Gómez Árbitro assistente de vídeo: Melissa Paola Borjas Pastrana |

Leste 2
| Pos | Team              | J | V | VP | DP | D | GF | GA | GD | Pts | Classificado |  | ORL | MTL | ASL |
| --- | ----------------- | - | - | -- | -- | - | -- | -- | -- | --- | ------------ |  | --- | --- | --- |
| 1   | Orlando City      | 2 | 1 | 1  | 0  | 0 | 5  | 2  | +3 | 5   | Próxima fase |  | —   | 4–1 | 1–1 |
| 2   | CF Montréal       | 2 | 1 | 0  | 0  | 1 | 4  | 6  | −2 | 3   | Próxima fase |  | 1–4 | —   | 3–2 |
| 3   | Atlético San Luis | 2 | 0 | 0  | 1  | 1 | 3  | 4  | −1 | 1   |              |  | 1–1 | 2–3 | —   |

### Orlando City x CF Montréal
| 26 de julho de 2024 | Orlando City                                            | 4 – 1       | CF Montréal  | Inter&Co Stadium Orlando                              |
| 20:00 (UTC−4)       | Þórhallsson 7' · Torres 20' · Enrique 45+2' · Ojeda 57' | Leagues Cup | Martínez 69' | Público: 16 033 Árbitro: MÉX Adonai Escobedo González |

| Bandeirinhas: Enrique Isaac Bustos Díaz Enedina Caudillo Gómez Quarto árbitro: Lizzet Amairany García Olvera Árbitro assistente de vídeo: Melissa Paola Borjas Pastrana |

### Atlético San Luis x CF Montréal
| 30 de julho de 2024 | Atlético San Luis                  | 2 – 3       | CF Montréal                           | Estádio Saputo Montreal                                  |
| 19:00 (UTC−4)       | Boli 77' (pen) · Damm 90+13' (pen) | Leagues Cup | Pearce 17' · Cóccaro 27' · brahim 82' | Público: 17 314 Árbitro: COS Juan Gabriel Calderón Pérez |

| Bandeirinhas: Juan Carlos Mora Araya William Andrés Arrieta Barrantes Quarto árbitro: Víctor Alfonso Cáceres Hernández Árbitro assistente de vídeo: Ekaterina Koroleva |

### Orlando City x Atlético San Luis
| 04 de agosto de 2024 | Orlando City  | 1 – 1       | Atlético San Luis | Inter&Co Stadium Orlando                           |
| 20:00 (UTC−4)        | Enrique 45+6' | Leagues Cup | Dourado 71'       | Público: 15 662 Árbitro: GUA Mario Alberto Escobar |

|                                              |       | Penalidades                                  |  |
| Lodeiro McGuire Cartagena Santos Þórhallsson | 5 – 4 | Vitinho Salles-Lamonge Piccini Bonatini Boli |  |

| Bandeirinhas: Luís Ventura Humberto Panjoj Quarto árbitro: Randy Encarnación Solano Árbitro assistente de vídeo: Benjamín Pineda Ávila |

Leste 3
| Pos | Team        | J | V | VP | DP | D | GF | GA | GD | Pts | Classificado |  | UAN | MIA | PUE |
| --- | ----------- | - | - | -- | -- | - | -- | -- | -- | --- | ------------ |  | --- | --- | --- |
| 1   | Tigres UANL | 2 | 2 | 0  | 0  | 0 | 4  | 2  | +2 | 6   | Próxima fase |  | —   | 2–1 | 2–1 |
| 2   | Inter Miami | 2 | 1 | 0  | 0  | 1 | 3  | 2  | +1 | 3   | Próxima fase |  | 1–2 | —   | 2–0 |
| 3   | Puebla      | 2 | 0 | 0  | 0  | 2 | 1  | 4  | −3 | 0   |              |  | 1–2 | 0–2 | —   |

### Puebla x Inter Miami
| 27 de julho de 2024 | Puebla | 0 – 2       | Inter Miami           | Chase Stadium Fort Lauderdale                     |
| 20:00 (UTC−4)       |        | Leagues Cup | Rojas 9' · Suárez 72' | Público: 16 490 Árbitro: HON Selvin Antonio Brown |

| Bandeirinhas: Gerson Orellana Iroots Elmore Appleton Quarto árbitro: Jose Ignacio Fuentes Godinez Árbitro assistente de vídeo: Érick Miranda |

### Tigres UANL X Puebla
| 31 de julho de 2024 | Tigres UANL            | 2 – 1       | Puebla   | Shell Energy Stadium Houston    |
| 20:30 (UTC−5)       | Córdova 2' · Reyes 85' | Leagues Cup | Buen 12' | Árbitro: EUA Armando Villarreal |

| Bandeirinhas: Cory Richardson Logan Brown Quarto árbitro: Ismael Rosario López Peñuelas Árbitro assistente de vídeo: Edvin Jurisevic |

### Tigres UANL x Inter Miami
| 3 de Agosto de 2024 | Tigres UANL              | 2 – 1       | Inter Miami       | NRG Stadium Houston                                   |
| 19:00 (UTC−5)       | Brunetta 18' · Vigón 84' | Leagues Cup | Campana 74' (pen) | Público: 46 080 Árbitro: ELS Ismael Alexander Cornejo |

| Bandeirinhas: Juan Zumba Geovany García Lima Quarto árbitro: Jorge Abraham Camacho Peregrina Árbitro assistente de vídeo: Edvin Jurisevic |

Leste 4
| Pos | Team               | J | V | VP | DP | D | GF | GA | GD | Pts | Classificado |  | PHI | CAZ | CLT |
| --- | ------------------ | - | - | -- | -- | - | -- | -- | -- | --- | ------------ |  | --- | --- | --- |
| 1   | Philadelphia Union | 2 | 1 | 0  | 1  | 0 | 2  | 1  | +1 | 4   | Próxima fase |  | —   | 1–1 | 1–0 |
| 2   | Cruz Azul          | 2 | 0 | 1  | 1  | 0 | 1  | 1  | 0  | 3   | Próxima fase |  | 1–1 | —   | 0–0 |
| 3   | Charlotte FC       | 2 | 0 | 1  | 0  | 1 | 0  | 1  | −1 | 2   |              |  | 0–1 | 0–0 | —   |

### Philadelphia Union x Charlotte FC
| 27 de Julho de 2024 | Philadelphia Union | 1 – 0       | Charlotte FC | Subaru Park Chester                              |
| 20:00 (UTC−4)       | Baribo 36'         | Leagues Cup |              | Público: 18 514 Árbitro: MÉX Marco Antonio Ortiz |

| Bandeirinhas: Christian Kiabek Espinosa Zavala Jorge Antonio Sánchez Espinoza Quarto árbitro: Daniel Quintero Huitrón Árbitro assistente de vídeo: Diana Stephanía Pérez Borja |

### Charlotte FC x Cruz Azul
| 31 de Julho de 2024 | Charlotte FC | 0 – 0       | Cruz Azul | Bank of America Stadium Charlotte              |
| 20:00 (UTC−4)       |              | Leagues Cup |           | Público: 33 329 Árbitro: GUA Bryan Hamed López |

|                                     |       | Penalidades                  |  |
| Świderski Westwood Agyemang Bronico | 4 – 2 | Antuna Rodríguez Rivero Romo |  |

| Bandeirinhas: Azcel Perez Keytzel Corrales Mojica Quarto árbitro: Walter Alexander López Castellanos Árbitro assistente de vídeo: Óscar Mejía García |

### Philadelphia Union x Cruz Azul
| 4 de agosto de 2024 | Philadelphia Union | 1 – 1       | Cruz Azul   | Subaru Park Chester                                  |
| 20:00 (UTC−4)       | Gazdag 88'         | Leagues Cup | Rotondi 41' | Público: 18 680 Árbitro: MÉX Jorge Camacho Peregrina |

|                                         |       | Penalidades                           |  |
| Gazdag Elliott Andrés Martínez Adeniran | 3 – 5 | Piovi Montaño Ditta Rotondi Sepúlveda |  |

| Bandeirinhas: Gerson Orellana Iroots Appleton Quarto árbitro: José Manuel Fuentes Godínez Árbitro assistente de vídeo: Ricardo Montero |

Leste 5
| Pos | Team                   | J | V | VP | DP | D | GF | GA | GD | Pts | Classificado |  | NER | MAZ | NAS |
| --- | ---------------------- | - | - | -- | -- | - | -- | -- | -- | --- | ------------ |  | --- | --- | --- |
| 1   | New England Revolution | 2 | 1 | 1  | 0  | 0 | 2  | 1  | +1 | 5   | Próxima fase |  | —   | 1–0 | 1–1 |
| 2   | Mazatlán               | 2 | 1 | 0  | 0  | 1 | 2  | 1  | +1 | 3   | Próxima fase |  | 0–1 | —   | 2–0 |
| 3   | Nashville SC           | 2 | 0 | 0  | 1  | 1 | 1  | 3  | −2 | 1   |              |  | 1–1 | 0–2 | —   |

### New England Revolution x Mazatlán
| 27 de junho de 2024 | New England Revolution | 1 – 0       | Mazatlán | Gillette Stadium Foxborough                        |
| 20:00 (UTC−4)       | Panayotou 69'          | Leagues Cup |          | Público: 16 009 Árbitro: JAM Oshane Anthony Nation |

| Bandeirinhas: Caleb Wales Ojay Duhaney Quarto árbitro: Steffon Sean Dewar Árbitro assistente de vídeo: Tristley Jansen Bassue |

### Nashville SC x Mazatlán
| 31 de julho de 2024 | Nashville SC | 0 – 2       | Mazatlán        | Geodis Park Nashville                                      |
| 20:00 (UTC−5)       |              | Leagues Cup | Árciga 47', 54' | Público: 25 772 Árbitro: MÉX Lizzet Amairany García Olvera |

### New England Revolution x Nashville SC
| 6 de Agosto de 2024 | New England Revolution | 1 – 1       | Nashville SC   | Gillette Stadium Foxborough                 |
| 19:30 (UTC−4)       | Wood 3'                | Leagues Cup | Surridge 45+1' | Público: 13 538 Árbitro: EUA Alyssa Nichols |

|                                             |       | Penalidades                                 |  |
| Bye McNamara Polster Harkes Arreaga Boateng | 5 – 4 | Lovitz Mukhtar Sejdić Godoy Pérez Lara Muyl |  |

Leste 6
| Pos | Team               | J | V | VP | DP | D | GF | GA | GD | Pts | Classificado |  | TOR | PAC | NYR |
| --- | ------------------ | - | - | -- | -- | - | -- | -- | -- | --- | ------------ |  | --- | --- | --- |
| 1   | Toronto FC         | 2 | 1 | 1  | 0  | 0 | 2  | 1  | +1 | 5   | Próxima fase |  | —   | 1–2 | 0–0 |
| 2   | Pachuca            | 2 | 0 | 1  | 0  | 1 | 2  | 3  | −1 | 2   | Próxima fase |  | 1–2 | —   | 1–1 |
| 3   | New York Red Bulls | 2 | 0 | 0  | 2  | 0 | 1  | 1  | 0  | 2   |              |  | 0–0 | 1–1 | —   |

### New York Red Bulls x Toronto FC
| 27 de julho de 2024 | New York Red Bulls | 0 – 0       | Toronto FC | Red Bull Arena Harrison                               |
| 20:00 (UTC−4)       |                    | Leagues Cup |            | Público: 10 958 Árbitro: MÉX Víctor Cáceres Hernández |

|                                                   |       | Penalidades                                                          |  |
| Edelman Morgan Reyes Vanzeir Carmona Manoel Burke | 4 – 5 | Marshall-Rutty Insigne O'Neill Longstaff Thompson Etienne Jr. Osorio |  |

### Pachuca x New York Red Bulls
| 30 de julho de 2024 | Pachuca    | 1 – 1       | New York Red Bulls | Red Bull Arena Harrison                              |
| 20:00 (UTC−4)       | Rondón 56' | Leagues Cup | Manoel 47'         | Público: 11 743 Árbitro: MÉX Jorge Camacho Peregrina |

|                                             |       | Penalidades                                         |  |
| Los Ríos Rondón Cabral González Mena Deossa | 5 – 4 | Dylan Nealis Eile Sean Nealis Carmona Manoel Morgan |  |

### Pachuca x Toronto FC
| 4 de agosto de 2024 | Pachuca     | 1 – 2   | Toronto FC                     | BMO Field Toronto                             |
| 20:00 (UTC−4)       | Idrissi 59' | Leagues | Etienne Jr. 44' · Franklin 78' | Público: 24 202 Árbitro: EUA Joseph Dickerson |

Leste 7
| Pos | Team           | J | V | VP | DP | D | GF | GA | GD | Pts | Classificado |  | DCU | SAN | ATL |
| --- | -------------- | - | - | -- | -- | - | -- | -- | -- | --- | ------------ |  | --- | --- | --- |
| 1   | D.C. United    | 2 | 1 | 1  | 0  | 0 | 6  | 3  | +3 | 5   | Próxima fase |  | —   | 3–0 | 3–3 |
| 2   | Santos Laguna  | 2 | 0 | 1  | 0  | 1 | 0  | 3  | −3 | 2   | Próxima fase |  | 0–3 | —   | 0–0 |
| 3   | Atlanta United | 2 | 0 | 0  | 2  | 0 | 3  | 3  | 0  | 2   |              |  | 3–3 | 0–0 | —   |

### Atlanta United x D.C. United
| 26 de julho de 2024 | Atlanta United                       | 3 – 3       | D.C. United                  | Mercedes-Benz Stadium Atlanta                          |
| 20:00 (UTC−4)       | Ríos 20', 81' (pen) · Lobjanidze 38' | Leagues Cup | Benteke 4' · Stroud 25', 32' | Público: 14 428 Árbitro: MÉX Fernando Guerrero Ramírez |

|                                                          |       | Penalidades                                      |  |
| Williams McCarty Slisz Lennon Firmino Lobzhanidze Thiaré | 5 – 6 | McVey Klich Pirani Benteke Herrera Dájome Santos |  |

### Santos Laguna x D.C. United
| 31 de julho de 2024 | Santos Laguna | 0 – 3       | D.C. United                                | Subaru Park Chester                       |
| 20:00 (UTC−4)       |               | Leagues Cup | Benteke 28' · Ku-DiPietro 48' · Dájome 58' | Público: 1 020 Árbitro: EUA Natalie Simon |

### Atlanta United x Santos Laguna
| 4 de agosto de 2024 | Atlanta United | 0 – 0       | Santos Laguna | Mercedes-Benz Stadium Atlanta            |
| 16:00 (UTC−4)       |                | Leagues Cup |               | Público: 29 118 Árbitro: ELS Iván Barton |

|                                    |       | Penalidades                        |  |
| Lobzhanidze McCarty Firmino Thiaré | 3 – 5 | Muñoz Lozano Núñez Fagúndez Macías |  |

## Região Oeste
Oeste 1
| Pos | Team      | J | V | VP | DP | D | GF | GA | GD | Pts | Classificado |  | AUS | UNM | MTY |
| --- | --------- | - | - | -- | -- | - | -- | -- | -- | --- | ------------ |  | --- | --- | --- |
| 1   | Austin FC | 2 | 2 | 0  | 0  | 0 | 5  | 2  | +3 | 6   | Próxima fase |  | —   | 3–2 | 2–0 |
| 2   | Pumas     | 2 | 0 | 1  | 0  | 1 | 3  | 4  | −1 | 2   | Próxima fase |  | 2–3 | —   | 1–1 |
| 3   | Monterrey | 2 | 0 | 0  | 1  | 1 | 1  | 3  | −2 | 1   |              |  | 0–2 | 1–1 | —   |

### Pumas x Austin FC
| 26 de julho de 2024 | Pumas                            | 2 – 3       | Austin FC                          | Q2 Stadium Austin              |
| 20:00 (UTC−5)       | Ávila 45+4' · Martínez Ayala 72' | Leagues Cup | Ring 8' · Zardes 45' · Driussi 55' | Árbitro: GUA Julio Luna Guzmán |

### Monterrey x Austin FC
| 30 de julho de 2024 | Monterrey | 0 – 2       | Austin FC                | Q2 Stadium Austin                    |
| 20:00 (UTC−5)       |           | Leagues Cup | Obrian 61' · Pereira 86' | Árbitro: MÉX Daniel Quintero Huitrón |

### Monterrey x Pumas
| 3 de agosto de 2024 | Monterrey  | 1 – 1       | Pumas          | Q2 Stadium Austin                               |
| 21:00 (UTC−5)       | Corona 53' | Leagues Cup | Funes Mori 80' | Árbitro: HON Walter Alexander López Castellanos |

|                      |       | Penalidades               |  |
| Vázquez Medina Rojas | 0 – 3 | Quispe Huerta Silva Ergas |  |

Oeste 2
| Pos | Team                 | J | V | VP | DP | D | GF | GA | GD | Pts | Classificado |  | LAX | SJE | GUA |
| --- | -------------------- | - | - | -- | -- | - | -- | -- | -- | --- | ------------ |  | --- | --- | --- |
| 1   | LA Galaxy            | 2 | 1 | 1  | 0  | 0 | 4  | 3  | +1 | 5   | Próxima fase |  | —   | 2–1 | 2–2 |
| 2   | San José Earthquakes | 2 | 0 | 1  | 0  | 1 | 2  | 3  | −1 | 2   | Próxima fase |  | 1–2 | —   | 1–1 |
| 3   | Chivas Guadalajara   | 2 | 0 | 0  | 2  | 0 | 3  | 3  | 0  | 2   |              |  | 2–2 | 1–1 | —   |

### Chivas Guadalajara x San Jose Earthquakes
| 27 de julho de 2024 | Chivas Guadalajara | 1 – 1       | San José Earthquakes | Levi's Stadium Santa Clara                         |
| 19:00 (UTC−7)       | Alvarado 90+8'     | Leagues Cup | Ebobisse 6'          | Público: 50 675 Árbitro: GUA Mario Alberto Escobar |

|                                        |       | Penalidades                          |  |
| Alvarado Mozo Gutiérrez Cowell Beltrán | 3 – 4 | Skahan Marie Rodrigues Morales Costa |  |

### San Jose Earthquakes x LA Galaxy
| 31 de julho de 2024 | San José Earthquakes | 1 – 2       | LA Galaxy                | Earthquakes Stadium San José               |
| 19:30 (UTC−7)       | Ebobisse 75'         | Leagues Cup | Fagúndez 41' · Berry 89' | Público: 12 554 Árbitro: EUA Lukasz Szpala |

### Chivas Guadalajara x LA Galaxy
| 4 de agosto de 2024 | Chivas Guadalajara     | 2 – 2       | LA Galaxy              | Dignity Health Sports Park Carson                |
| 19:30 (UTC−7)       | Mozo 8' · Cowell 90+1' | Leagues Cup | Paintsil 11' · Pec 67' | Público: 25 174 Árbitro: CAN Pierre-Luc Lauzière |

|                                                      |       | Penalidades                                          |  |
| Sepúlveda López Cowell Mozo Alvarado Govea Gutiérrez | 4 – 5 | Yamane Pec Fagúndez Mark Delgado Paintsil Riqui Puig |  |

Oeste 3
| Pos | Team              | J | V | VP | DP | D | GF | GA | GD | Pts | Classificado |  | JUA | STL | DAL |
| --- | ----------------- | - | - | -- | -- | - | -- | -- | -- | --- | ------------ |  | --- | --- | --- |
| 1   | Juárez            | 2 | 1 | 1  | 0  | 0 | 3  | 1  | +2 | 5   | Próxima fase |  | —   | 1–1 | 2–0 |
| 2   | St. Louis City SC | 2 | 1 | 0  | 1  | 0 | 3  | 2  | +1 | 4   | Próxima fase |  | 1–1 | —   | 2–1 |
| 3   | FC Dallas         | 2 | 0 | 0  | 0  | 2 | 1  | 4  | −3 | 0   |              |  | 0–2 | 1–2 | —   |

### St. Louis City SC x FC Dallas
| 27 de julho de 2024 | St. Louis City SC               | 2 – 1       | FC Dallas  | Citypark St. Louis                              |
| 20:00 (UTC−5)       | Teuchert 27' · Hartel 49' (pen) | Leagues Cup | Junqua 18' | Público: 17 584 Árbitro: RUS Ekaterina Koroleva |

### FC Dallas x Juárez
| 31 de julho de 2024 | FC Dallas | 0 – 2       | Juárez                           | Toyota Stadium Frisco                                      |
| 20:00 (UTC−5)       |           | Leagues Cup | Zaldívar 23' · Hurtado 83' (pen) | Público: 13 367 Árbitro: HON Melissa Paola Borjas Pastrana |

### St. Louis City SC x Juárez
| 4 de agosto de 2024 | St. Louis City SC | 1 – 1       | Juárez          | Citypark St. Louis                                    |
| 20:00 (UTC−5)       | Becher 58'        | Leagues Cup | Villalpando 62' | Público: 16 256 Árbitro: MÉX Jesús Rafael López Valle |

|                               |       | Penalidades                   |  |
| Teuchert Þeyr Þórisson Hartel | 1 – 4 | Hurtado Calvo Zaldívar Ortega |  |

Oeste 4
| Pos | Team                 | J | V | VP | DP | D | GF | GA | GD | Pts | Classificado |  | TOL | SKC | CHI |
| --- | -------------------- | - | - | -- | -- | - | -- | -- | -- | --- | ------------ |  | --- | --- | --- |
| 1   | Toluca               | 2 | 2 | 0  | 0  | 0 | 5  | 2  | +3 | 6   | Próxima fase |  | —   | 2–1 | 3–1 |
| 2   | Sporting Kansas City | 2 | 1 | 0  | 0  | 1 | 3  | 2  | +1 | 3   | Próxima fase |  | 1–2 | —   | 2–1 |
| 3   | Chicago Fire         | 2 | 0 | 0  | 0  | 2 | 2  | 5  | −3 | 0   |              |  | 1–3 | 1–2 | —   |

### Sporting Kansas City x Chicago Fire
| 28 de julho de 2024 | Sporting Kansas City        | 2 – 1       | Chicago Fire | Children's Mercy Park Kansas City           |
| 20:00 (UTC−5)       | Castellanos 39' · Agada 76' | Leagues Cup | Koutsias 22' | Público: 14 047 Árbitro: EUA Rubiel Vázquez |

### Toluca x Chicago Fire
| 1 de agosto de 2024 | Toluca                     | 3 – 1       | Chicago Fire | SeatGeek Stadium Bridgeview                     |
| 20:00 (UTC−5)       | Angulo 30' · Ruiz 45', 66' | Leagues Cup | Koutsias 8'  | Público: 16 228 Árbitro: COS Josué David Ugalde |

### Toluca x Sporting Kansas City
| 5 de agosto de 2024 | Toluca                         | 2 – 1       | Sporting Kansas City | Children's Mercy Park Kansas City                      |
| 20:00 (UTC−5)       | Angulo 40' · Javier Araújo 66' | Leagues Cup | Afrifa 45+1'         | Público: 14 797 Árbitro: MÉX Fernando Guerrero Ramírez |

Oeste 5
| Pos | Team             | J | V | VP | DP | D | GF | GA | GD | Pts | Classificado |  | POR | COL | LEO |
| --- | ---------------- | - | - | -- | -- | - | -- | -- | -- | --- | ------------ |  | --- | --- | --- |
| 1   | Portland Timbers | 2 | 2 | 0  | 0  | 0 | 6  | 1  | +5 | 6   | Próxima fase |  | —   | 4–0 | 2–1 |
| 2   | Colorado Rapids  | 2 | 0 | 1  | 0  | 1 | 1  | 5  | −4 | 2   | Próxima fase |  | 0–4 | —   | 1–1 |
| 3   | León             | 2 | 0 | 0  | 1  | 1 | 2  | 3  | −1 | 1   |              |  | 1–2 | 1–1 | —   |

### León x Portland Timbers
| 28 de julho de 2024 | León       | 1 – 2       | Portland Timbers | Providence Park Portland                  |
| 19:30 (UTC−7)       | Medina 12' | Leagues Cup | McGraw 41', 90'  | Público: 21 668 Árbitro: GUA Walter López |

### Portland Timbers x Colorado Rapids
| 1 de agosto de 2024 | Portland Timbers                               | 4 – 0       | Colorado Rapids | Providence Park Portland        |
| 19:30 (UTC−7)       | Antony 30' · Ayala 52' · Toye 69' · Moreno 71' | Leagues Cup |                 | Árbitro: JAM Steffon Sean Dewar |

### León x Colorado Rapids
| 5 de agosto de 2024 | León              | 1 – 1       | Colorado Rapids | Dick's Sporting Goods Park Commerce City |
| 19:00 (UTC−6)       | Andrés Guerra 77' | Leagues Cup | Navarro 90+7'   | Árbitro: GUA Julio Luna Guzmán           |

|                                              |       | Penalidades                              |  |
| Cádiz Barreiro Guardado Mendoza Reyes Chávez | 4 – 5 | Mihailovic Bassett Navarro Bombito Maxsø |  |

Oeste 6
| Pos | Team             | J | V | VP | DP | D | GF | GA | GD | Pts | Classificado |  | NEC | SEA | MIN |
| --- | ---------------- | - | - | -- | -- | - | -- | -- | -- | --- | ------------ |  | --- | --- | --- |
| 1   | Necaxa           | 2 | 1 | 0  | 0  | 1 | 3  | 2  | +1 | 3   | Próxima fase |  | —   | 3–2 | 0–1 |
| 2   | Seattle Sounders | 2 | 1 | 0  | 0  | 1 | 3  | 3  | 0  | 3   | Próxima fase |  | 2–3 | —   | 2–0 |
| 3   | Minnesota United | 2 | 1 | 0  | 0  | 1 | 1  | 2  | −1 | 3   |              |  | 1–0 | 0–2 | —   |

### Seattle Sounders x Minnesota United
| 26 de julho de 2024 | Seattle Sounders            | 2 – 0       | Minnesota United | Lumen Field Seattle           |
| 19:00 (UTC−7)       | Morris 87' · Rothrock 90+4' | Leagues Cup |                  | Árbitro: EUA Joseph Dickerson |

### Minnesota United x Necaxa
| 30 de julho de 2024 | Minnesota United | 1 – 0       | Necaxa | Allianz Field Saint Paul                          |
| 20:00 (UTC−5)       | Lod 10' (pen)    | Leagues Cup |        | Público: 18 128 Árbitro: GUA Sergio Armando Reyna |

### Seattle Sounders x Necaxa
| 4 de agosto de 2024 | Seattle Sounders | 1 – 3       | Necaxa                                       | Lumen Field Seattle                                |
| 19:30 (UTC−7)       | Vargas 8'        | Leagues Cup | Palavecino 24' · Cambindo 44' · Rosero 90+2' | Público: 26 513 Árbitro: JAM Oshane Anthony Nation |

Oeste 7
| Pos | Team                | J | V | VP | DP | D | GF | GA | GD | Pts | Classificado |  | VAN | LFC | TIJ |
| --- | ------------------- | - | - | -- | -- | - | -- | -- | -- | --- | ------------ |  | --- | --- | --- |
| 1   | Vancouver Whitecaps | 2 | 1 | 1  | 0  | 0 | 5  | 3  | +2 | 5   | Próxima fase |  | —   | 2–2 | 3–1 |
| 2   | Los Angeles FC      | 2 | 1 | 0  | 1  | 0 | 5  | 2  | +3 | 4   | Próxima fase |  | 2–2 | —   | 3–0 |
| 3   | Tijuana             | 2 | 0 | 0  | 0  | 2 | 1  | 6  | −5 | 0   |              |  | 1–3 | 0–3 | —   |

### Los Angeles FC x Tijuana
| 26 de julho de 2024 | Los Angeles FC                 | 3 – 0       | Tijuana | BMO Stadium Los Angeles  |
| 20:00 (UTC−7)       | Oliveira 9', 51' · Bouanga 43' | Leagues Cup |         | Árbitro: ELS Iván Barton |

| Bandeirinhas: David Jonathan Morán Henry Antonio Pupiro Quarto árbitro: Vimarest Diaz Árbitro assistente de vídeo: Ricardo Montero |

### Los Angeles FC x Vancouver Whitecaps
| 30 de julho de 2024 | Los Angeles FC            | 2 – 2       | Vancouver Whitecaps            | BMO Stadium Los Angeles                         |
| 19:30 (UTC−7)       | Kamara 88' · Bogusz 90+5' | Leagues Cup | Berhalter 5' · Veselinović 17' | Público: 18 351 Árbitro: MÉX César Arturo Ramos |

|                                |       | Penalidades                       |  |
| Atuesta Kamara Bogusz Oliveira | 2 – 4 | Kreilach Berhalter Raposo Laborda |  |

| Bandeirinhas: Alberto Morín Méndez Marco Antonio Bisguerra Quarto árbitro: Jesús Rafael López Valle Árbitro assistente de vídeo: Edvin Jurisevic |

### Vancouver Whitecaps x Tijuana
| 3 de agosto de 2024 | Vancouver Whitecaps                  | 3 – 1       | Tijuana      | BC Place Vancouver                               |
| 19:00 (UTC−7)       | Picault 49' · Johnson 77' · Vite 83' | Leagues Cup | Castañeda 8' | Público: 18 896 Árbitro: MÉX Marco Antonio Ortiz |

| Bandeirinhas: Christian Espinosa Zavala Jorge Antonio Sánchez Quarto árbitro: Daniel Quintero Huitrón Árbitro assistente de vídeo: Ekaterina Koroleva |

Oeste 8
| Pos | Team           | J | V | VP | DP | D | GF | GA | GD | Pts | Classificado |  | HOU | ATL | RSL |
| --- | -------------- | - | - | -- | -- | - | -- | -- | -- | --- | ------------ |  | --- | --- | --- |
| 1   | Houston Dynamo | 2 | 1 | 0  | 0  | 1 | 3  | 1  | +2 | 3   | Próxima fase |  | —   | 0–1 | 3–0 |
| 2   | Atlas          | 2 | 1 | 0  | 0  | 1 | 2  | 2  | 0  | 3   | Próxima fase |  | 1–0 | —   | 1–2 |
| 3   | Real Salt Lake | 2 | 1 | 0  | 0  | 1 | 2  | 4  | −2 | 3   |              |  | 0–3 | 2–1 | —   |

### Houston Dynamo x Atlas
| 27 de julho de 2024 | Houston Dynamo | 0 – 1       | Atlas      | Shell Energy Stadium Houston                          |
| 19:00 (UTC−5)       |                | Leagues Cup | Lozano 83' | Público: 15 398 Árbitro: ELS Ismael Alexander Cornejo |

### Real Salt Lake x Atlas
| 1 de agosto de 2024 | Real Salt Lake            | 2 – 1       | Atlas             | Rio Tinto Stadium Sandy                  |
| 19:00 (UTC−6)       | Julio 45+2' · Palacio 79' | Leagues Cup | Ricardo Reyes 26' | Público: 20 956 Árbitro: EUA Jon Freemon |

### Houston Dynamo x Real Salt Lake
| 5 de agosto de 2024 | Houston Dynamo                            | 3 – 0       | Real Salt Lake | Shell Energy Stadium Houston                           |
| 20:00 (UTC−5)       | Herrera 7' · Micael 24' · Glad 42' (g.c.) | Leagues Cup |                | Público: 11 062 Árbitro: COS Keylor Herrera Villalobos |